# Stilobezzia eliptaminensis
Stilobezzia eliptaminensis är en tvåvingeart som beskrevs av Tokunaga 1963. Stilobezzia eliptaminensis ingår i släktet Stilobezzia och familjen svidknott. Inga underarter finns listade i Catalogue of Life.